# Mufushanella
Mufushanella es un género de foraminífero bentónico de la subfamilia Staffellinae, de la familia Staffellidae, de la superfamilia Fusulinoidea, del suborden Fusulinina y del orden Fusulinida. Su especie tipo es Mufushanella mufushanensis. Su rango cronoestratigráfico abarca el Qixiense (Pérmico medio).

## Discusión
Clasificaciones más recientes incluyen Mufushanella en la superfamilia Staffelloidea, y en la subclase Fusulinana de la clase Fusulinata.

## Clasificación
Mufushanella incluye a las siguientes especies:
- Mufushanella mufushanensis †
- Mufushanella nankinellaeformis †